# Arabellites americanus
Arabellites americanus is een uitgestorven borstelworm. 
De wetenschappelijke naam van de soort werd in 1971 gepubliceerd door Jansonius & Craig.